# Elecciones municipales de 2023 en Lanzarote
El 28 de mayo de 2023 se celebraron elecciones municipales en los 7 municipios de la isla canaria de Lanzarote. Ese día también se celebraron elecciones al Cabildo de Lanzarote y al Parlamento de Canarias.

## Resumen de alcaldías
| Municipio     | Con | 2023                         |
| ------------- | --- | ---------------------------- |
| Arrecife      | 25  | Yonathan de León (PP-CC)     |
| Teguise       | 21  | Olivia Duque (CC-PP-Vox)     |
| Tías          | 21  | José Juan Cruz (PSOE-UP)     |
| San Bartolomé | 17  | Isidro Pérez (PSOE)          |
| Yaiza         | 17  | Óscar Noda (UPY)             |
| Tinajo        | 13  | Jesús Machín (CC)            |
| Haría         | 11  | Alfredo Villalba (PSOE- CxH) |

## Arrecife
|                        | Candidatura | Candidatura                                 | Votos  | %                               | Concejales                      |
| ---------------------- | ----------- | ------------------------------------------- | ------ | ------------------------------- | ------------------------------- |
| Arrecife 25 concejales |             | Partido Socialista Obrero Español (PSOE)    | 5 080  | 28,05                           | 9                               |
| Arrecife 25 concejales |             | Partido Popular (PP)                        | 4 377  | 24,16                           | 7                               |
| Arrecife 25 concejales |             | Coalición Canaria (CCa)                     | 4 168  | 23,01                           | 7                               |
| Arrecife 25 concejales |             | Vox (VOX)                                   | 1 380  | 7,62                            | 2                               |
| Arrecife 25 concejales |             | Nueva Canarias-F. Amplio Canarista (NC-FAC) | 860    | 4,74                            |                                 |
| Arrecife 25 concejales |             | Unidas Sí Podemos (USP)                     | 758    | 4,18                            |                                 |
| Arrecife 25 concejales |             | Lanzarote en Pie (LEP)                      | 646    | 3,56                            |                                 |
| Arrecife 25 concejales |             | Drago Verdes Canarias (DVC)                 | 272    | 1,50                            |                                 |
| Arrecife 25 concejales |             | Partido Nacionalista Canario (PNC)          | 173    | 0,95                            |                                 |
| Arrecife 25 concejales | En blanco   | En blanco                                   | 396    | 2,18                            |                                 |
| Arrecife 25 concejales | Votos nulos | Votos nulos                                 | 261    | Participación: \| \| 42,04 % \| | Participación: \| \| 42,04 % \| |
| Arrecife 25 concejales | Votantes    | Votantes                                    | 18 371 | Participación: \| \| 42,04 % \| | Participación: \| \| 42,04 % \| |
|                        | 42,04 %     |                                             |        |                                 |                                 |

## Haría
|                       | Candidatura | Candidatura                                     | Votos | %                               | Concejales                      |
| --------------------- | ----------- | ----------------------------------------------- | ----- | ------------------------------- | ------------------------------- |
| Haría 13 concejales 2 |             | Partido Socialista Obrero Español (PSOE)        | 708   | 25,35                           | 4                               |
| Haría 13 concejales 2 |             | Compromiso X Haría (COMPROMISO X HARIA)         | 707   | 25,32                           | 4                               |
| Haría 13 concejales 2 |             | Plataforma del Municipio de Haría (PMH)         | 577   | 20,66                           | 3                               |
| Haría 13 concejales 2 |             | Coalición Canaria (CCa)                         | 303   | 10,85                           | 1                               |
| Haría 13 concejales 2 |             | Nueva Canarias-Frente Amplio Canarista (NC-FAC) | 228   | 8,16                            | 1                               |
| Haría 13 concejales 2 |             | Unidas Sí Podemos (USP)                         | 110   | 3,93                            |                                 |
| Haría 13 concejales 2 |             | Partido Popular (PP)                            | 73    | 2,61                            |                                 |
| Haría 13 concejales 2 |             | Vox (VOX)                                       | 66    | 2,36                            |                                 |
| Haría 13 concejales 2 | En blanco   | En blanco                                       | 20    | 0,71                            |                                 |
| Haría 13 concejales 2 | Votos nulos | Votos nulos                                     | 42    | Participación: \| \| 66,15 % \| | Participación: \| \| 66,15 % \| |
| Haría 13 concejales 2 | Votantes    | Votantes                                        | 2 834 | Participación: \| \| 66,15 % \| | Participación: \| \| 66,15 % \| |
|                       | 66,15 %     |                                                 |       |                                 |                                 |

## San Bartolomé
|                             | Candidatura | Candidatura                                     | Votos | %                               | Concejales                      |
| --------------------------- | ----------- | ----------------------------------------------- | ----- | ------------------------------- | ------------------------------- |
| San Bartolomé 17 concejales |             | Partido Socialista Obrero Español (PSOE)        | 4 264 | 56,06                           | 12                              |
| San Bartolomé 17 concejales |             | Coalición Canaria (CCa)                         | 1 181 | 15,52                           | 3                               |
| San Bartolomé 17 concejales |             | Partido Popular (PP)                            | 995   | 13,08                           | 2                               |
| San Bartolomé 17 concejales |             | Vox (VOX)                                       | 357   | 4,69                            |                                 |
| San Bartolomé 17 concejales |             | Unidas Sí Podemos (USP)                         | 304   | 3,99                            |                                 |
| San Bartolomé 17 concejales |             | Nueva Canarias-Frente Amplio Canarista (NC-FAC) | 202   | 2,65                            |                                 |
| San Bartolomé 17 concejales |             | Lanzarote en Pie (LEP)                          | 165   | 2,16                            |                                 |
| San Bartolomé 17 concejales | En blanco   | En blanco                                       | 137   | 1,80                            |                                 |
| San Bartolomé 17 concejales | Votos nulos | Votos nulos                                     | 100   | Participación: \| \| 54,79 % \| | Participación: \| \| 54,79 % \| |
| San Bartolomé 17 concejales | Votantes    | Votantes                                        | 7 705 | Participación: \| \| 54,79 % \| | Participación: \| \| 54,79 % \| |
|                             | 54,79 %     |                                                 |       |                                 |                                 |

## Teguise
|                       | Candidatura | Candidatura                                     | Votos | %                               | Concejales                      |
| --------------------- | ----------- | ----------------------------------------------- | ----- | ------------------------------- | ------------------------------- |
| Teguise 21 concejales |             | Partido Socialista Obrero Español (PSOE)        | 2 818 | 31,78                           | 8                               |
| Teguise 21 concejales |             | Coalición Canaria (CCa)                         | 2 471 | 27,86                           | 7                               |
| Teguise 21 concejales |             | Partido Popular (PP)                            | 1 096 | 12,36                           | 3                               |
| Teguise 21 concejales |             | Nueva Canarias-Frente Amplio Canarista (NC-FAC) | 627   | 7,07                            | 1                               |
| Teguise 21 concejales |             | Primero Teguise (PTG)                           | 604   | 6,81                            | 1                               |
| Teguise 21 concejales |             | Vox (VOX)                                       | 452   | 5,09                            | 1                               |
| Teguise 21 concejales |             | Unidas Sí Podemos (USP)                         | 239   | 2,69                            |                                 |
| Teguise 21 concejales |             | Drago Verdes Canarias (DVC)                     | 163   | 1,83                            |                                 |
| Teguise 21 concejales |             | Lanzarote en Pie (LEP)                          | 139   | 1,56                            |                                 |
| Teguise 21 concejales |             | Contigo Somos Democracia (CONTIGO)              | 96    | 1,08                            |                                 |
| Teguise 21 concejales | En blanco   | En blanco                                       | 162   | 1,82                            |                                 |
| Teguise 21 concejales | Votos nulos | Votos nulos                                     | 138   | Participación: \| \| 55,83 % \| | Participación: \| \| 55,83 % \| |
| Teguise 21 concejales | Votantes    | Votantes                                        | 9 005 | Participación: \| \| 55,83 % \| | Participación: \| \| 55,83 % \| |
|                       | 55,83 %     |                                                 |       |                                 |                                 |

## Tías
|                    | Candidatura | Candidatura                                     | Votos | %                               | Concejales                      |
| ------------------ | ----------- | ----------------------------------------------- | ----- | ------------------------------- | ------------------------------- |
| Tías 21 concejales |             | Partido Socialista Obrero Español (PSOE)        | 2 458 | 42,29                           | 10                              |
| Tías 21 concejales |             | Partido Popular (PP)                            | 1 646 | 28,32                           | 7                               |
| Tías 21 concejales |             | Coalición Canaria (CCa)                         | 553   | 9,51                            | 2                               |
| Tías 21 concejales |             | Unidas Sí Podemos (USP)                         | 323   | 5,55                            | 1                               |
| Tías 21 concejales |             | Vox (VOX)                                       | 300   | 5,16                            | 1                               |
| Tías 21 concejales |             | San Borondón (SB)                               | 248   | 4,26                            |                                 |
| Tías 21 concejales |             | Nueva Canarias-Frente Amplio Canarista (NC-FAC) | 194   | 3,33                            |                                 |
| Tías 21 concejales | En blanco   | En blanco                                       | 89    | 1,53                            |                                 |
| Tías 21 concejales | Votos nulos | Votos nulos                                     | 77    | Participación: \| \| 51,13 % \| | Participación: \| \| 51,13 % \| |
| Tías 21 concejales | Votantes    | Votantes                                        | 5 888 | Participación: \| \| 51,13 % \| | Participación: \| \| 51,13 % \| |
|                    | 51,13 %     |                                                 |       |                                 |                                 |

## Tinajo
|                      | Candidatura | Candidatura                                    | Votos | %                               | Concejales                      |
| -------------------- | ----------- | ---------------------------------------------- | ----- | ------------------------------- | ------------------------------- |
| Tinajo 13 concejales |             | Coalición Canaria (CCa)                        | 1 973 | 62,39                           | 9                               |
| Tinajo 13 concejales |             | Partido Socialista Obrero Español (PSOE)       | 491   | 15,52                           | 2                               |
| Tinajo 13 concejales |             | M. Renovador de Tinajo-Nueva Canarias (MRT-NC) | 478   | 15,11                           | 2                               |
| Tinajo 13 concejales |             | Partido Popular (PP)                           | 126   | 3,98                            |                                 |
| Tinajo 13 concejales |             | Vox (VOX)                                      | 43    | 1,35                            |                                 |
| Tinajo 13 concejales | En blanco   | En blanco                                      | 51    | 1,61                            |                                 |
| Tinajo 13 concejales | Votos nulos | Votos nulos                                    | 26    | Participación: \| \| 65,28 % \| | Participación: \| \| 65,28 % \| |
| Tinajo 13 concejales | Votantes    | Votantes                                       | 3 188 | Participación: \| \| 65,28 % \| | Participación: \| \| 65,28 % \| |
| Tinajo 13 concejales | 65,28 %     |                                                |       |                                 |                                 |

## Yaiza
|                     | Candidatura | Candidatura                              | Votos | %                               | Concejales                      |
| ------------------- | ----------- | ---------------------------------------- | ----- | ------------------------------- | ------------------------------- |
| Yaiza 17 concejales |             | Unidos por Yaiza (UPY)                   | 2 102 | 45,16                           | 9                               |
| Yaiza 17 concejales |             | Coalición Canaria (CCa)                  | 758   | 16,28                           | 3                               |
| Yaiza 17 concejales |             | Partido Popular (PP)                     | 581   | 12,48                           | 2                               |
| Yaiza 17 concejales |             | Yaiza Siempre (YAS)                      | 458   | 9,84                            | 2                               |
| Yaiza 17 concejales |             | Partido Socialista Obrero Español (PSOE) | 289   | 6,20                            | 1                               |
| Yaiza 17 concejales |             | Lanzarote en Pie (LEP)                   | 158   | 3,39                            |                                 |
| Yaiza 17 concejales |             | Vox (VOX)                                | 152   | 3,26                            |                                 |
| Yaiza 17 concejales |             | Unidas Sí Podemos (USP)                  | 118   | 2,53                            |                                 |
| Yaiza 17 concejales | En blanco   | En blanco                                | 38    | 0,81                            |                                 |
| Yaiza 17 concejales | Votos nulos | Votos nulos                              | 57    | Participación: \| \| 51,34 % \| | Participación: \| \| 51,34 % \| |
| Yaiza 17 concejales | Votantes    | Votantes                                 | 4 711 | Participación: \| \| 51,34 % \| | Participación: \| \| 51,34 % \| |
|                     | 51,34 %     |                                          |       |                                 |                                 |